# Guillem Ademar
Guilhem Ademar, o Adémar o Adamar o Azemar o Adzemar o Ademars, anche scritto Guillelmi Aesmar, in latino Guillelmus Ademaris (1190/1195 – 1217), è stato un trovatore alverniate, originario del Gévaudan.

## Biografia
Nobile di nascita, ma molto povero, ha viaggiato tra le corti di Albi, Tolosa, Narbona e Spagna, ottenendo in vita notevole fama tanto dall'esser satireggiato dal Monaco di Montaudon. Verso la fine della sua vita entra negli ordini sacri. Sedici poesie — quattordici cansos, un sirventese e un partimen con Eble d'Ussel— formano il suo corpus poetico sopravvissuto. I suoi componimenti più famosi sono le cansos. Di solito arguto, faceva il verso alla poesia del più illustre Arnaut Daniel suo contemporaneo. Una canso sopravvive comprensiva di melodia.
Secondo la sua vida, Guilhem era figlio di un povero cavaliere di Meyrueis (Maruois), il signore del castello in cui viene fatto cavaliere. Era un uomo eloquente che "sapeva bene come inventare (trobaire) poesia". Quando non fu più in grado di sostentarsi come cavaliere, si diede alla poesia giullaresca arrivando ad "essere molto onorato da tutta l'alta società." Verso la fine della sua vita si unì all'Ordine di Grandmont (Granmon).
La carriera di Guilhem Ademar può essere datata in base a un riferimento contenuto in una satira poetica sui trovatori contemporanei fatta dal Monaco di Montaudon, intorno al 1195. Il Monaco insulta scherzosamente Guilhem definendolo un "cattivo joglar" che indossa sempre vestiti logori e la cui signora possiede trenta amanti. Il primo riferimento a W. Ademars, un insignificante nobile del Gévaudan, si ha nel 1192, sebbene questa figura, (il cui nome è scritto variamente come Ademars o Azemars) che appare nei documenti fino al 1217, non possa essere definitivamente identificata con il trovatore.
Una delle composizioni più famose di Guilhem è Non pot esser sofert ni atendut, una sensuale canso di amor cortese dove desidera che il marito della signora se ne vada molto lontano. La sua datazione attraverso riferimenti a due re ispanici, ha presentato un enigma: un rey Ferrans ("re Ferdinando") e reis N'Amfos, cui dopton li masmut / e.l mieiller coms de la crestiantat ("re Don Alfonso, che gli almohadi temono / e il più grande conte della Cristianità"). Ferrans può essere forse Ferdinando II di León (morto nel 1188) o Ferdinando III di Castiglia (che inizia a regnare nel 1217); entrambi presentano comunque incongruenze, dato che i periodi dei loro regni non rientrano nella datazione usuale della carriera di Guilhem. L'Alfonso potrebbe essere Alfonso II d'Aragona (contemporaneo di Ferdinando II), che fu anche Conte di Barcellona. Potrebbe essere anche Alfonso IX di León, il successore di Ferdinando II, il cui regno si trova abbastanza lontano sì che Guilhem potrebbe forse sperare di spedire là il marito della sua amante; oppure Alfonso VIII di Castiglia, le cui imprese eroiche contro gli almohadi culminano nella decisiva vittoria a Las Navas nel 1212. Poiché Guilhem ha scritto una poesia tra il 1215 e il 1217 laddove si riferisce a Raimondo VI di Tolosa come En Raimon, mon seigner ("Signore Raimondo, mio signore"), è stato anche ipotizzato che il mieiller coms (il migliore dei conti) a cui riferimento in quella precedente sia Raimondo, che si trovava con Alfonso a Las Navas nel 1212. Guilhem può perciò avere avuto in mente gli eventi di Las Navas e stava dunque scrivendo dopo la successione di Ferdinando III. Guilhem può essere anche stato a Las Navas con Raimondo.
La poesia di Guilhem è in genere leggera (trobar leu), compiacente e caratterizzata da ironia. Similmente a Peire Raimon, il suo contemporaneo alla corte di Raimondo VI di Tolosa, sembra essere stato influenzato da (e forse ha influenzato) Arnaut Daniel. Il solo componimento con musica di Guilhem pervenutoci, tuttavia, nello stile non è affatto simile a quello di Arnaut, ma piuttosto neumatico nella tessitura e nel motivo del fraseggio.
Nelle sue prime canzoni di amore, Guilhem elogia due signore, una di Albi (Na Bona Nasques, un vezzeggiativo) e un'altra da Narbona (Beatriz, forse il suo nome reale). Nonostante ciò, Guilhem venne accusato di misoginia per la sua poesia El temps d'estui, qan par la flors el bruoill. La sua canzone d'amore Ben for'oimais sazos e locs è scritta in forma di messaggio per la sua amante, consegnata tramite il suo inserviente, rigorosamente raccomandato di portarla a destinazione. Nel suo unico sirventese, Ieu ai ja vista manhta rey, Guilhem moralizza in uno stile leggermente marcabruniano su come i corteggiatori generosi e leali siano respinti a favore di "miserabili e folli".

### Componimenti

#### Cansos
- Be for' oimais sazos e locs
- Ben agr' ops q'ieu saubes faire
- Chantan dissera, si pogues
- Comensamen comensarai
- De ben gran joia chantera
- El temps d'estiu, qan par la flors el bruoill
- Ieu ai ja vista manhta rey
- Lanquan vei flurir l'espigua
- Non pot esser sofert ni atendut
- Pois vei que reverdeja⋅l glais
- Quan la bruna biza branda
- S'ieu conogues que⋅m fos enans

#### Componimenti contesi ad altri trovatori
- Aigua pueia contramon (Guillem Magret)
- A·l prim pres de·ls breus jorns braus (Aimeric de Belenoi)
- Cora qe·m desplagues Amors (Uc de Pena)
- Anqera·m vai recalivan (Peire Raimon de Tolosa)
- Ges de chantar no·m pren talans (Bernart de Ventadour)
- Mout chantera de joi e voluntiers (Rambertino Buvalelli)
- N'Eble, ar causetz la melhor (Guillem Gausmar e Eble de Saignas)
- Pois vei que·l temps s'aserena (Rambertino Buvalelli)